# Kanae Yamamoto (artista)

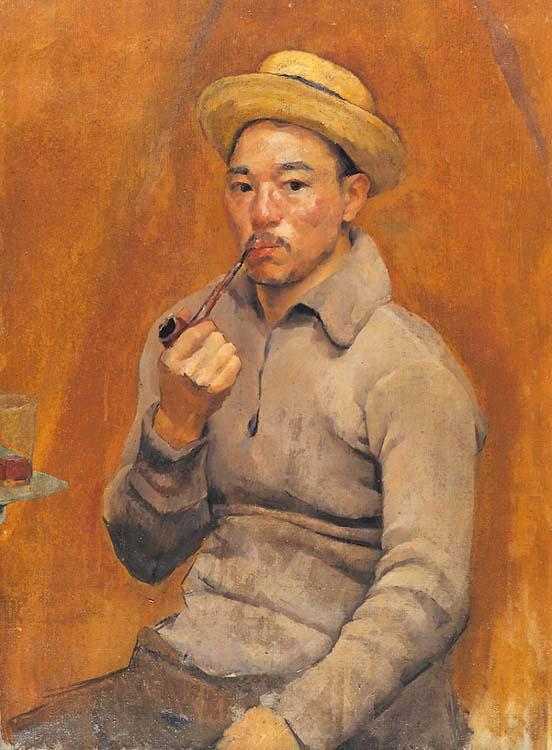
Autorretrato de 1915.

Kanae Yamamoto (山本 鼎, 24 de outubro de 1882 – 8 de outubro de 1946) foi um artista japonês, conhecido por suas gravuras e pinturas yōga em estilo ocidental. Ele é creditado como o originador do movimento sōsaku-hanga, que pregava o individualismo como forma de expressão na xilogravura, em constraste ao pensamento comum dos estúdios comerciais de ukiyo-e, sobretudo do movimento shin-hanga. Ele iniciou correntes nas artes populares e na educação artística infantil que continuam a ser de grande influência no Japão.
Kanae já era treinado em talha de madeira ao estilo ocidental antes de ter começado a estudar a pintura. Em seus tempos de estudante, executou uma gravura retratando um pescador sobre o qual havia feito um rascunho durante uma viagem a Chiba. A publicação desse trabalho servil de ignição para o desenvolvimento do potencial expressivo que resultou no sōsaku-hanga. Kanae morou de 1912 a 1916 na Europa.  Ao retornar para o Japão, trouxe consigo ideias obtidas a partir de exibições de artesanato camponês e de arte infantil na Rússia e, na década de 1910, fundou iniciativas de promoção de tais vertentes artísticas. A segunda angariou apoiadores rapidamente, mas foi suprimida com o crescimento do militarismo no país e teve de esperar até o desfecho da Segunda Guerra Mundial para iniciar uma retomada.
Embora sempre tivesse sido um apoiador, Kanae abandonou as gravuras nos anos 1920 e passou a devotar-se à pintura até 1942, quando teve um ataque súbito de doença. Permaneceu pelo resto de sua vida na montanhosa Nagano, na cidade de  Ueda, onde foi erguido o Museu Memorial Kanae Yamamoto em 1962.